# Garmin-Sharp 2013
Questa voce raccoglie le informazioni riguardanti la Garmin-Sharp nelle competizioni ufficiali della stagione 2013.

## Stagione
Essendo detentrice di una delle diciannove licenze World Tour assegnate dall'Unione Ciclistica Internazionale, la squadra di Jonathan Vaughters ebbe diritto di partecipare alle gare del calendario UCI World Tour 2013, oltre a quelle dei circuiti continentali UCI. Unico innesto nell'organico dei ciclisti, eccetto alcuni giovani australiani e statunitensi, fu quello del belga Nick Nuyens per le classiche, mentre lasciarono la squadra cinque atleti, tra cui Sep Vanmarcke (alla Blanco) e Heinrich Haussler (alla neonata IAM Cycling).
In stagione la squadra ottenne sette vittorie nel circuito mondiale: una tappa alla Parigi-Nizza con Andrew Talansky (che concluse secondo in graduatoria generale), una frazione e la classifica finale della Volta Ciclista a Catalunya con Daniel Martin, il successo nella Liegi-Bastogne-Liegi (una delle cinque classiche monumento) ancora con Daniel Martin, una tappa al Tour de Romandie e una al Giro d'Italia con Ramūnas Navardauskas, una tappa al Tour de France ancora con Daniel Martin. In stagione arrivarono anche dieci successi dai circuiti continentali, tra i quali una tappa alla Quatre Jours de Dunkerque con Michel Kreder e una al Tour of California con Tyler Farrar.
Grazie ai quattro successi ottenuti, tutti in gare World Tour, Daniel Martin si classificò al sesto posto nella graduatoria mondiale individuale stagionale, totalizzando 432 punti; la Garmin-Sharp concluse invece all'ottavo posto nella classifica a squadre, con 855 punti.

## Organico
Organico da www.uciworldtour.com.

### Staff tecnico
GM=Generale Manager, DS=Direttore Sportivo.
|  | Naz.                   | Ruolo | Sportivo           |  |  |  |
|  | ---------------------- | ----- | ------------------ |  |  |  |
|  | Stati Uniti (bandiera) | GM    | Jonathan Vaughters |  |  |  |
|  | Spagna (bandiera)      | DS    | Bingen Fernández   |  |  |  |
|  | Belgio (bandiera)      | DS    | Eric Van Lancker   |  |  |  |
|  | Danimarca (bandiera)   | DS    | Johnny Weltz       |  |  |  |
|  | Belgio (bandiera)      | DS    | Geert Van Bondt    |  |  |  |
|  | Regno Unito (bandiera) | DS    | Charles Wegelius   |  |  |  |
|  | Stati Uniti (bandiera) | DS    | Chann McRae        |  |  |  |
|  | Germania (bandiera)    | DS    | Andreas Klier      |  |  |  |

### Rosa
|  | Naz.                     |  | Sportivo                | Anno |  |  |
|  | ------------------------ |  | ----------------------- | ---- |  |  |
|  | Nuova Zelanda (bandiera) |  | Jack Bauer              | 1985 |  |  |
|  | Stati Uniti (bandiera)   |  | Tom Danielson           | 1978 |  |  |
|  | Paesi Bassi (bandiera)   |  | Thomas Dekker           | 1984 |  |  |
|  | Australia (bandiera)     |  | Rohan Dennis            | 1990 |  |  |
|  | Stati Uniti (bandiera)   |  | Caleb Fairly            | 1987 |  |  |
|  | Stati Uniti (bandiera)   |  | Tyler Farrar            | 1984 |  |  |
|  | Spagna (bandiera)        |  | Koldo Fernández         | 1981 |  |  |
|  | Australia (bandiera)     |  | Nathan Haas             | 1989 |  |  |
|  | Canada (bandiera)        |  | Ryder Hesjedal          | 1980 |  |  |
|  | Stati Uniti (bandiera)   |  | Alex Howes              | 1988 |  |  |
|  | Sudafrica (bandiera)     |  | Robert Hunter           | 1977 |  |  |
|  | Germania (bandiera)      |  | Andreas Klier           | 1976 |  |  |
|  | Paesi Bassi (bandiera)   |  | Michel Kreder           | 1987 |  |  |
|  | Paesi Bassi (bandiera)   |  | Raymond Kreder          | 1989 |  |  |
|  | Paesi Bassi (bandiera)   |  | Martijn Maaskant        | 1983 |  |  |
|  | Irlanda (bandiera)       |  | Daniel Martin           | 1986 |  |  |
|  | Regno Unito (bandiera)   |  | David Millar            | 1977 |  |  |
|  | Australia (bandiera)     |  | Lachlan David Morton    | 1992 |  |  |
|  | Lituania (bandiera)      |  | Ramūnas Navardauskas    | 1988 |  |  |
|  | Belgio (bandiera)        |  | Nick Nuyens             | 1980 |  |  |
|  | Australia (bandiera)     |  | Glenn O'Shea (stagista) | 1989 |  |  |
|  | Danimarca (bandiera)     |  | Alex Rasmussen          | 1984 |  |  |
|  | Stati Uniti (bandiera)   |  | Jacob Rathe             | 1991 |  |  |
|  | Belgio (bandiera)        |  | Sébastien Rosseler      | 1981 |  |  |
|  | Stati Uniti (bandiera)   |  | Peter Stetina           | 1987 |  |  |
|  | Stati Uniti (bandiera)   |  | Andrew Talansky         | 1988 |  |  |
|  | Stati Uniti (bandiera)   |  | Christian Vande Velde   | 1976 |  |  |
|  | Belgio (bandiera)        |  | Johan Vansummeren       | 1981 |  |  |
|  | Australia (bandiera)     |  | Steele Von Hoff         | 1987 |  |  |
|  | Germania (bandiera)      |  | Fabian Wegmann          | 1980 |  |  |
|  | Stati Uniti (bandiera)   |  | David Zabriskie         | 1979 |  |  |

## Ciclomercato
| Rohan Dennis            | Jayco      |
| Caleb Fairly            | SpiderTech |
| Lachlan David Morton    | Chipotle   |
| Nick Nuyens             | Saxo Bank  |
| Glenn O'Shea (stagista) | An Post    |
| Steele Von Hoff         | Chipotle   |

| Murilo Fischer      | FDJ           |
| Heinrich Haussler   | IAM Cycling   |
| Christophe Le Mével | Cofidis       |
| Tom Peterson        | Argos-Shimano |
| Sep Vanmarcke       | Blanco        |

## Palmarès

### Corse a tappe
World Tour
- Parigi-Nizza

3ª tappa (Andrew Talansky)
- Volta Ciclista a Catalunya

4ª tappa (Daniel Martin)
Classifica generale (Daniel Martin)
- Tour de Romandie

2ª tappa (Ramūnas Navardauskas)
- Giro d'Italia

11ª tappa (Ramūnas Navardauskas)
- Tour de France

9ª tappa (Daniel Martin)
Continental
- Mzansi Tour

2ª tappa (Robert Hunter)
Classifica generale (Robert Hunter)
- Quatre Jours de Dunkerque

4ª tappa (Michel Kreder)
- Tour of California

4ª tappa (Tyler Farrar)
- Bayern Rundfahrt

1ª tappa (Alex Rasmussen)
- Tour of Utah

3ª tappa (Lachlan David Morton)
Classifica generale (Tom Danielson)
- Tour of Alberta

3ª tappa (Rohan Dennis)
Classifica generale (Rohan Dennis)
- Eurométropole Tour

3ª tappa (Tyler Farrar)

### Corse in linea
World Tour
- Liegi-Bastogne-Liegi (Daniel Martin)

## Classifiche UCI

### UCI World Tour
Individuale
Piazzamenti dei corridori della Garmin-Sharp nella classifica individuale dell'UCI World Tour 2013.
| Pos. | Ciclista             | Punti |
| ---- | -------------------- | ----- |
| 6    | Daniel Martin        | 432   |
| 31   | Andrew Talansky      | 154   |
| 68   | Ryder Hesjedal       | 75    |
| 74   | Tom Danielson        | 64    |
| 93   | Fabian Wegmann       | 40    |
| 102  | Ramūnas Navardauskas | 32    |
| 110  | Rohan Dennis         | 24    |
| 130  | Tyler Farrar         | 18    |
| 158  | Steele Von Hoff      | 7     |
| 180  | David Millar         | 4     |
| 227  | Alex Rasmussen       | 1     |

Squadra
Nella graduatoria a squadre dell'UCI World Tour la Garmin-Sharp concluse in ottava posizione (su diciannove), totalizzando 855 punti.